# حساسیت موردی

حرف A و a که در حساسیت موردی دو حرف غیریکسان بشمار می‌روند.

حساسیت موردی (به انگلیسی: Case sensitivity) حساسیت به بزرگی و کوچکی حروف که در مورد داده‌های متنی به کار می‌رود. بویژه در انگلیسی این مورد در موتورهای جستجو بسیار مهم است مثلاً هنگامی به دنبال واژه سگ "dog" و "Dog" می‌گردیم انتظار می‌رود هر دو نگارش به یک نتیجه منتهی گردند.

## [۱]تعریف
حساسیت موردی در علوم رایانه به معنای «تمایز قائل شدن میان حروف بزرگ و کوچک» است. به عنوان مثال “Computer” و “computer” دو کلمه متفاوت هستن چون حرف “C” در مثال اول با حروف بزرگ و در مثال دوم با حرف کوچک نمایش داده شده است.

### گذرواژه
گذرواژه‌ها و برخی از کپچاها از جمله متونی به‌شمار می‌روند که به بزرگی و کوچکی حروف حساس می‌باشند. به عنوان مثال، اگر عبارت MyPass رمز عبور شما باشد نمی‌توانید با عبارت‌هایی مانند MYPass, Mypass, MyPaSs, MyPAss یا myPass به حساب کاربری خود دسترسی پیدا کنید.

### زبان‌های برنامه‌نویسی
در زبان‌های برنامه‌نویسی زبان‌هایی وجود دارند که قابلیت حساسیت موردی دارند. زبان‌هایی مانند C++، C، جاوا، سی شارپ، پایتون، روبی، سوئیفت، وریلاگ، جاوااسکریپت و پی‌اچ‌پی جزو زبان‌هایی هستند که حساسیت موردی دارند. برای مثال متغیر A و a با هم متفاوت هستند و هرکدام ویژگی متمایزی دارند و در نشانی جداگانه‌ای در حافظه تصادفی ذخیره می‌شوند.